# ASUS Transformer Prime
L'ASUS Eee Pad Transformer Prime è un tablet prodotto da ASUS e lanciato sul mercato a gennaio 2011, è stato il primo tablet Android a supportare una piattaforma CPU Quad-Core, e più precisamente il SoC NVIDIA Tegra 3.

## Caratteristiche generali
L'Eee Pad Transformer Prime è un tablet con uno schermo touch screen capacitivo super IPS da 10.1 pollici con una risoluzione di 1280x800 pixel, in grado di raggiungere una luminosità massima di 550 nits e SoC NVIDIA Tegra 3 ad una frequenza di 1.5 GHz. La memoria RAM di tipo DDR2 è da 1GB e quella ROM da 32GB, espandibile tramite Micro SD Card.

### Tastiera Dock
ASUS Eee Pad Transformer Prime viene venduto opzionalmente con una tastiera dock QWERTY completa di touchpad che ne prolunga l'autonomia di esercizio fino a 18 ore e aggiunge una porta USB e un lettore di memory card di tipo SD

## Software
Il sistema operativo del Transformer Prime è una versione modificata da ASUS di Android 4.0.
È stato il primo tablet in assoluto a montare la release di Android Ice Cream Sandwich ed è attualmente aggiornabile ad Android 4.1 Jelly Bean.
ASUS ha inoltre inserito all'interno del software, per completarne la dotazione, alcune app proprietarie tra cui @vibe Media Center, MyNet, MyLibrary, MyCloud, Press Reader, Polaris Office 3 (per la modifica dei file Office) e Supernote (per l'uso come blocco degli appunti).
Come in tutta la serie Transformer ASUS introduce nella scheda delle notifiche tre impostazioni predefinite per regolare la velocità della CPU: Risparmio energetico, Modalità bilanciata e Velocità Normale, consentendo così di regolare i consumi a seconda del tipo di applicazione in uso.

## Problemi noti
Molti utenti lamentano l'impossibilità di poter utilizzare contemporaneamente Wi-Fi e Bluetooth per via dei rallentamenti nelle connessioni.
La connessione GPS è ritenuta insufficiente, per via della cover di alluminio e la mancanza di assist GPS, anche dopo gli aggiornamenti software distribuiti per correggerla. Per questo, ASUS ha deciso di distribuire gratuitamente a chi ha acquistato un Transformer Prime prima del 31 luglio e ne faccia richiesta una Dongle GPS da inserire nella porta a 40 pin.
La comunità di sviluppatori ha espresso il suo disappunto per l'utilizzo di un bootloader bloccato e criptato.

A questo proposito ASUS ha fornito una apposita app che sblocca il bootloader, senza però decriptarlo.